# Espinasses
Espinasses település Franciaországban, Hautes-Alpes megyében. Lakosainak száma 792 fő (2022. január 1.). Espinasses Avançon, Chorges, Montgardin, Rochebrune, Rousset-Serre-Ponçon, Théus és Ubaye-Serre-Ponçon községekkel határos.

## Népesség
A település népességének változása:
| Lakosok száma | 506  | 565  | 505  | 651  | 690  | 728  | 796  | 821  | 823  | 792  |
|               | 1968 | 1982 | 1990 | 2006 | 2013 | 2015 | 2017 | 2019 | 2020 | 2022 |